# Núi Ôliu

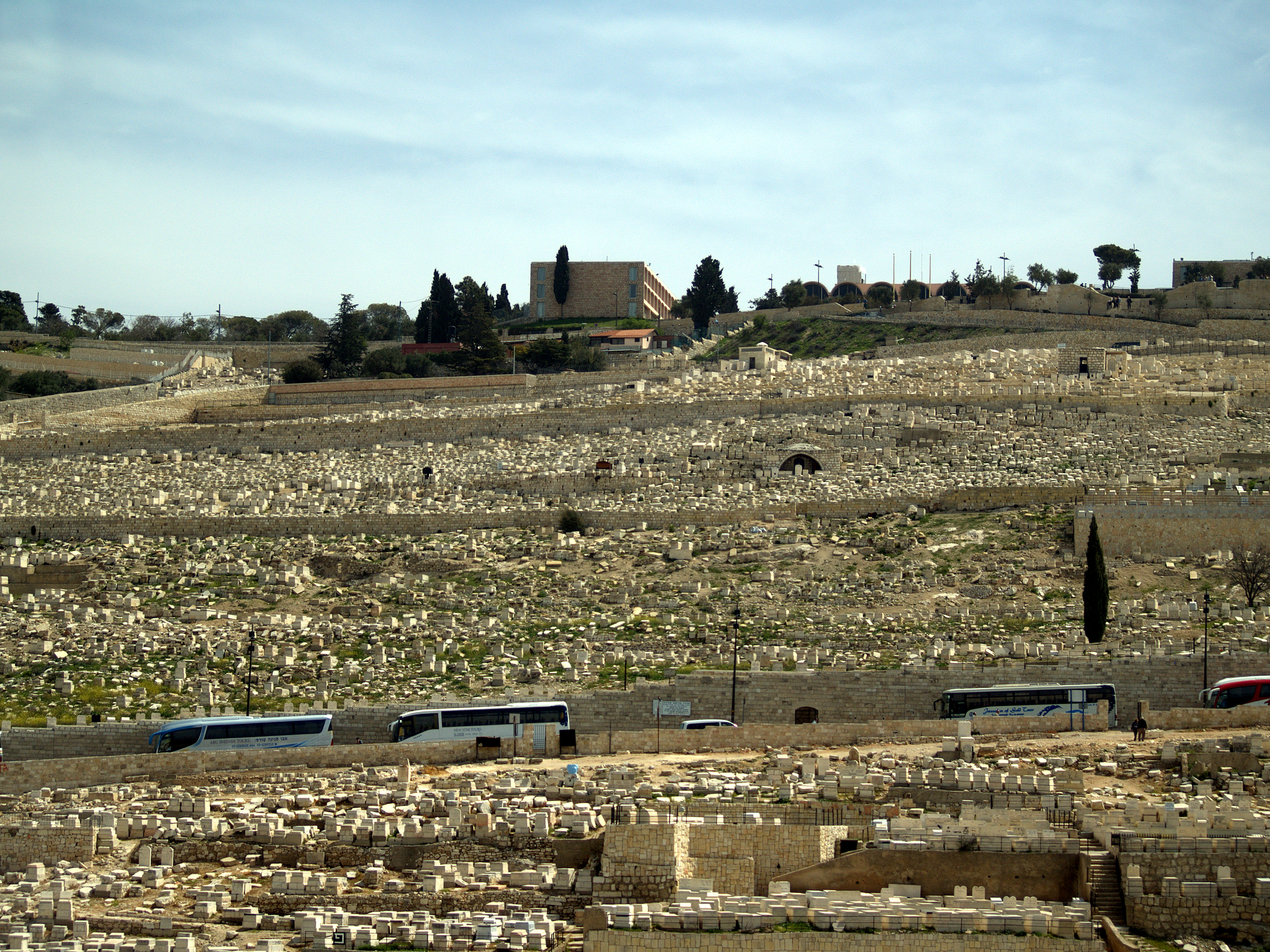
Núi Ôliu nhìn từ thành phố cổ cho thấy nghĩa trang Do Thái

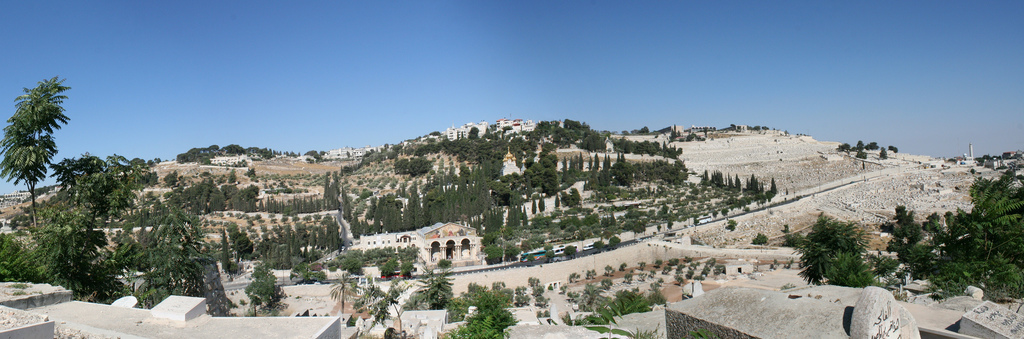
Toàn cảnh núi Ôliu

Núi Ôliu hay núi Cây Dầu (tiếng Hebrew: הר הזיתים, Har HaZeitim; tiếng Ả Rập: جبل الزيتون, الطور}}, Jebel az-Zeitun; tiếng Anh: Mount of Olives) là một núi ở phía đông thành phố Jerusalem gồm 3 ngọn, trải dài từ bắc xuống nam. Ngọn cao nhất, at-Tur, cao 818 mét (2,683 ft). Núi được gọi theo tên các lùm cây olive đã có thời phủ kín các sườn dốc của núi. Núi Ôliu gắn liền với các truyền thống Do Thái và Kitô giáo.

## Lịch sử

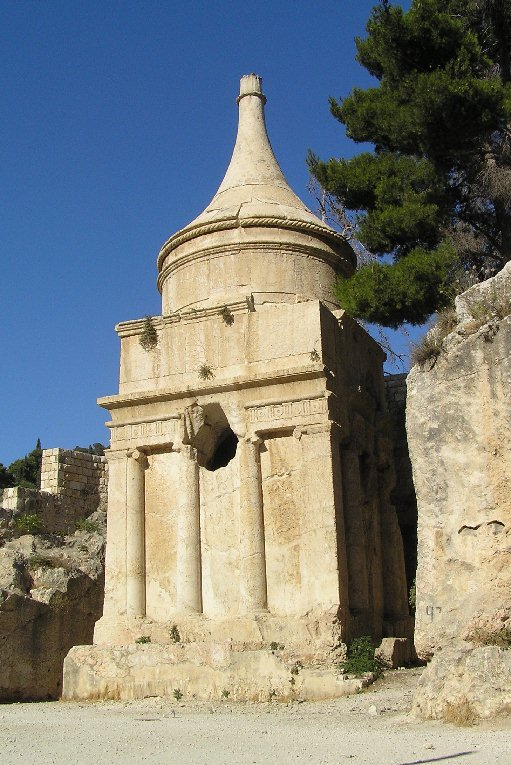
ngôi mộ của Absalom- Yad Avshalom

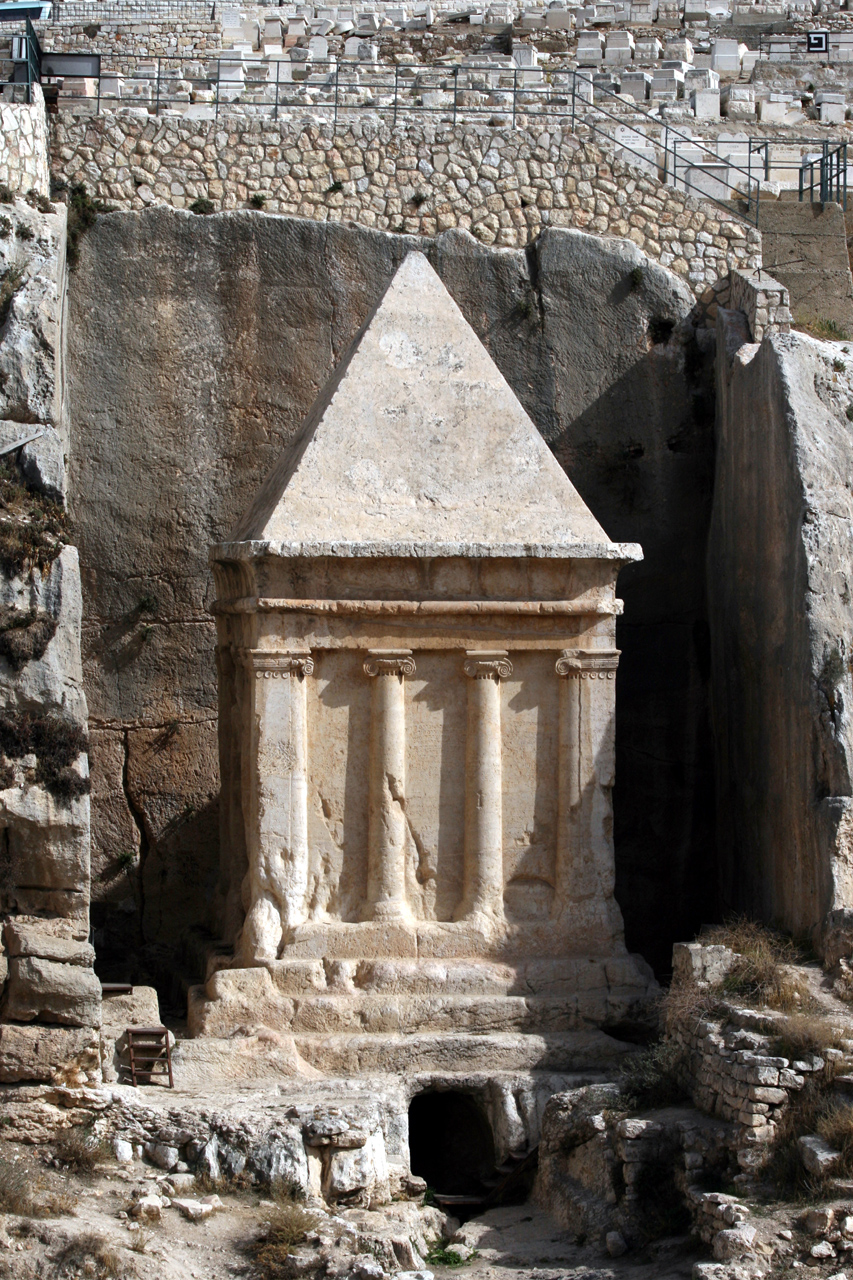
ngôi mộ của Zachary - Mộ của Zechariah

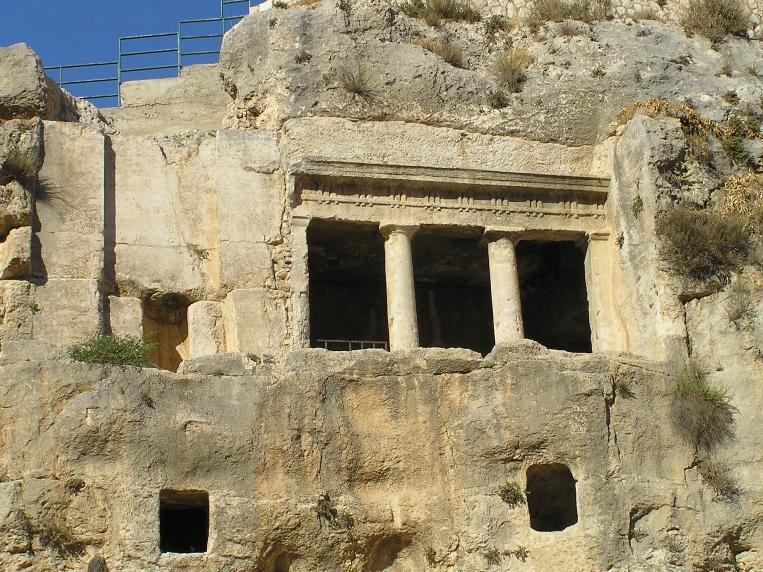
Lăng mộ Benei Hezir

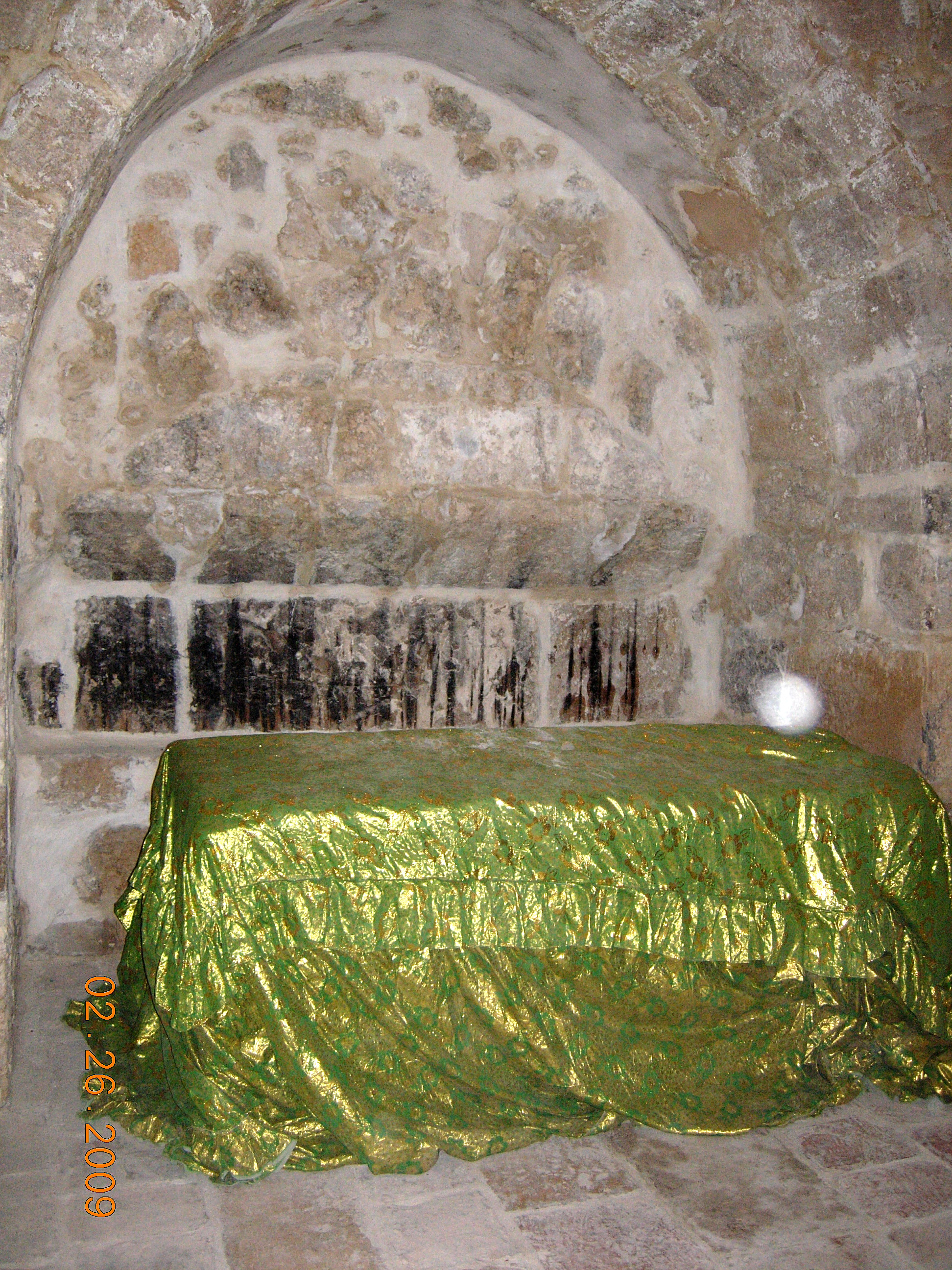
Mộ của Huldah

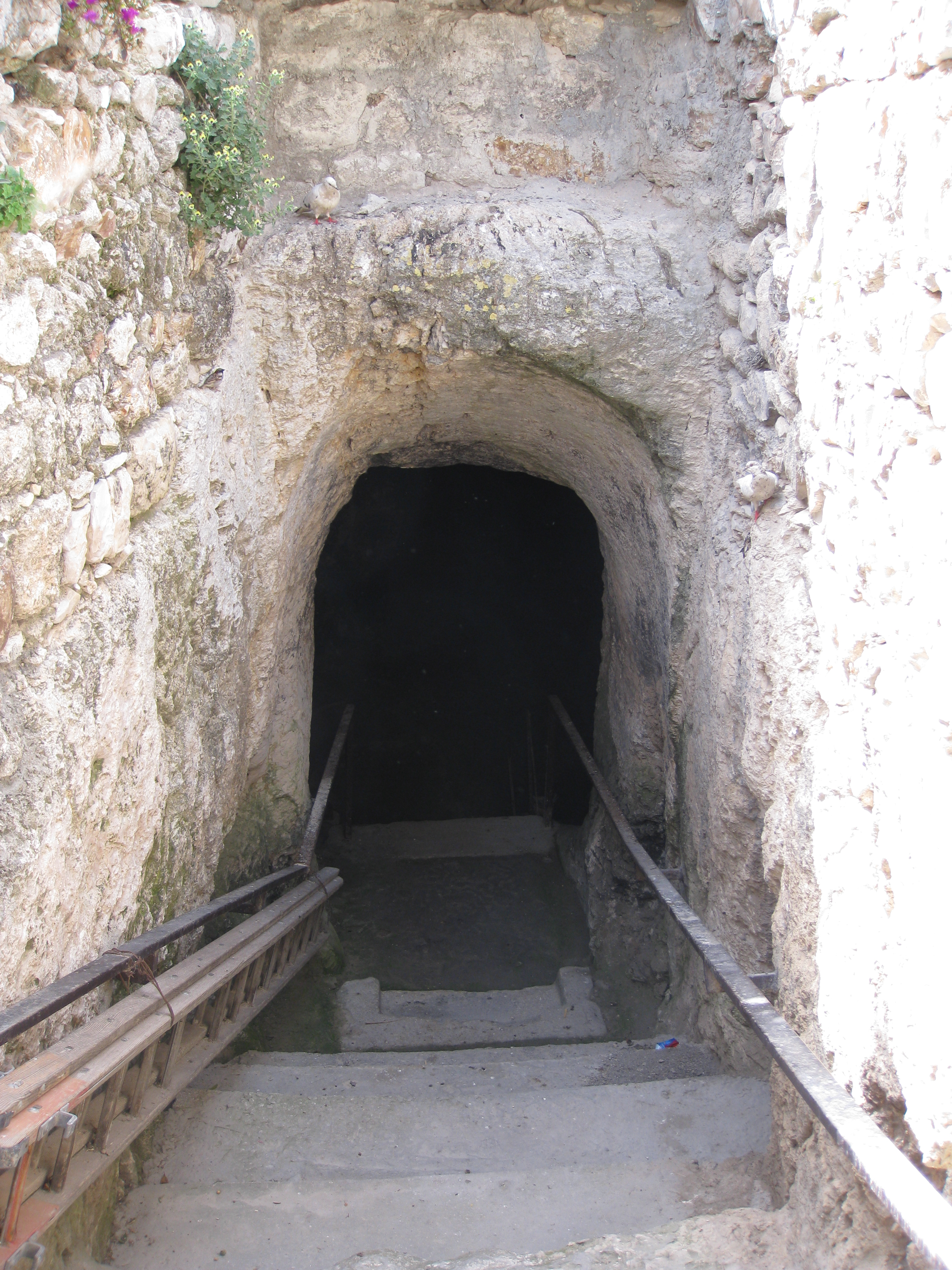
Cave của các tiên tri

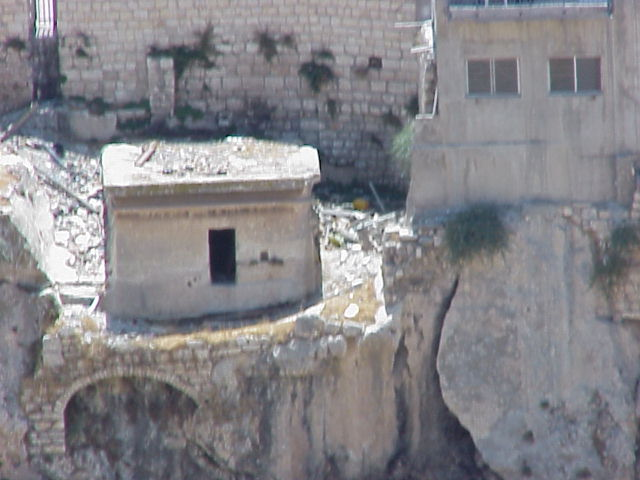
Mộ của Pharaoh của con gái

Quân đội đế quốc La Mã từ quân đoàn 10 đã đóng trại trên núi này trong cuộc vây hãm Jerusalem năm 70 sau CN. Lễ nghi tôn giáo đánh dấu việc khởi đầu một tháng mới, được tổ chức trên núi Ôliu vào thời Đền Thờ thứ hai (Second Temple). Sau khi Đền Thờ bị phá hủy, các người Do Thái đã cử hành lễ Sukkot (lễ Lều Trại) trên núi Ôliu. Họ đi hành hương tới núi Ôliu bởi vì núi này cao hơn Núi Đền Thờ 80 mét và cho một cái nhìn toàn cảnh về Đền Thờ. Nó trở thành nơi truyền thống để than khóc việc Đền Thờ bị phá hủy, nhất là vào ngày Tisha B'Av. Năm 1481, một người hành hương Ý gốc Do Thái, Rabbi Meshulam Da Volterra, đã viết: "Và mọi cộng đồng người Do Thái, hàng năm đều lên núi Zion vào ngày Tisha Be-’Av để ăn chay và than vãn, và từ đây họ đi xuống dọc thung lũng Yoshafat rồi lên núi Ôliu. Từ trên núi Ôliu họ nhìn thấy tất cả Đền Thờ (núi Đền Thờ) và từ đây họ khóc và than vãn việc Đền Thờ bị phá hủy."
Từ thời Thánh kinh cho tới ngày nay, các người Do Thái được mai táng trên núi Ôliu. Ước tính có khoảng 150.000 ngôi mộ trên núi này, trong đó có các mồ mả theo truyền thống liên kết với tiên tri Zechariah và Avshalom (Absalom). Rabbi Chaim ibn Attar, tác giả quyển ‘’Ohr Hachaim Hakadosh’’, cũng được chôn ở đây. Các rabbi quan trọng từ thế kỷ 15 tới thế kỷ 20 cũng được chôn cất ở đây, trong số đó có Abraham Isaac Kook, vị Rabbi trưởng Ashkenazi đầu tiên của Israel, và con trai ông ta, Zvi Yehuda Kook. Năm 1948, các vụ mai táng người Do Thái dừng lại, và có việc phá hoại hàng loạt xảy ra từ năm 1948 tới 1967. Trong vòng 19 năm dưới sự cai trị của Jordan có khoảng 40.000 trên 50.000 ngôi mộ bị mạo phạm. Vua Hussein cho phép xây dựng Intercontinental Hotel (khách sạn Liên lục địa) tại đỉnh núi Ôliu cùng với một đường đi cắt ngang qua nghĩa trang nên đã phá hủy hàng trăm mồ mả người Do Thái, trong đó một số từ thời Đền Thờ thứ nhất.

 Sau cuộc chiến tranh 6 ngày, công việc trùng tu được bắt đầu, và nghĩa trang lại mở ra cho việc mai táng.
Thủ tướng Israel Menachem Begin đã yêu cầu được mai táng trên núi này, bên cạnh mộ của Etzel thành viên Meir Feinstein, hơn là chôn trên nghĩa trang quốc gia Núi Herzl.

## Các đề cập tới trong Thánh kinh Cựu Ước
Núi Ôliu được nói tới lần đầu liên quan tới việc David chạy trốn khỏi Absalom
(II Samuel 15:30): "Và David đi lên núi Ôliu, và khóc khi ông đi lên." Lối đi lên dường như ở phía đông của thành David, gần làng Silwan. Tính chất thiêng liêng của núi được ám chỉ tới trong sách Ezekiel (11:23): "Và vinh quang của Chúa đi lên từ giữa thành phố, và đứng trên núi nơi ở phía đông thành phố." Vua Solomon đã xây các bàn thờ cho các vị thần của những người vợ ngoại giáo của ông ta trên ngọn phía nam (Sách các Vua I 11:7-8). Dưới thời cai trị của vua Josiah, núi này được gọi là núi thối rữa (sách các Vua II 23:13). một lời tiên tri khải huyền trong Sách Zechariah nói rằng Yahweh (Gia Vê) sẽ đứng trên núi Ôliu và ngọn núi sẽ xẻ thành 2 phần, một nửa dời lên bắc, một nửa dời xuống nam (Zechariah 14:4).

## Các đề cập tới trong Tân Ước
Núi Ôliu thường được nói tới trong Tân Ước (phúc âm Matthew 21:1; 26:30, vv...) như tuyến đường từ Jerusalem tới Bethany và là nơi chúa Giêsu đứng khi Ngài khóc thương thành Jerusalem. Được kể là chúa Giêsu đã có lúc ở trên núi, giảng dạy và báo trước về các tiên tri giả (sẽ xuất hiện) cho các môn đệ biết (Matthew 24-25). Ngài trở lại nghỉ ngơi ở núi này hàng đêm, sau khi giảng dạy trong Đền thờ Jerusalem (ban ngày) (phúc âm Luke 21:37), và cũng lại tới vườn Getsemani dưới chân núi này, trong đêm bị Judas bội phản, nộp Ngài cho người Do Thái (Matthew 26:39).
Tân Ước thuật lại việc chúa Giêsu và các môn đệ đã cùng nhau ca hát như thế nào - "sau khi họ đã hát xong thánh vịnh, thầy trò đi tới núi Ôliu" (phúc âm Matthew 26:30). Chúa Giêsu cũng lên trời từ núi Ôliu như được ghi trong sách Công vụ Tông đồ 1:9-12.

## Sự chiếm đóng của Jordan (1948–1967)
Trong chiến tranh Ả Rập-Israel 1948, Jordan đã chiếm Đông Jerusalem, trong đó có núi Ôliu, cho tới cuộc chiến tranh Ả Rập-Israel 1967. Trong thời gian này, Jordan đã sáp nhập phần thành phố họ chiếm vào lãnh thổ của mình, nhưng chỉ được vương quốc Anh và Pakistan công nhận. Jordan đã tự buộc mình phải cho phép "tự do lui tới các nơi linh thiêng, cơ sở văn hóa và sử dụng các nghĩa trang trên núi Ôliu" trong khuôn khổ của Hiệp định đình chiến 1949 ngày 3 tháng 4 (1949), tuy nhiên họ đã không tôn trọng nghĩa vụ này.
Từ cuối năm 1949 – và suốt thời kỳ Jordan chiếm đóng – các cư dân Ả Rập đã nhổ các bia mộ lên và cày đất ở các nghĩa trang (trên núi), trong khi các bộ xương (tử thi) bị quăng rải rác khắp nơi. Ước tính có khoảng 38.000 bia mộ bị đập tan hoặc hư hại. Các bia mộ người Do Thái trên núi, cả cũ và mới, được người Jordan sử dụng vào nhiều mục đích khác nhau, trong đó có việc dùng để lát sàn các nhà xí, và làm đá lát đường. Trong thời kỳ này, bốn con đường được lát đá qua các nghĩa trang, trong quá trình phá hủy các ngôi mộ, kể cả của những người nổi tiếng. Các tòa nhà, trong đó có khách sạn Liên lục địa và trạm khí đốt, được dựng lên bên trên các ngôi mộ cũ.

## Ngày nay
Khu vực Ả Rập lân cận của thành phố at-Tur nằm ở đỉnh núi. Các điểm nổi bật trên núi Ôliu gồm có Yad Avshalom, Mộ của Zechariah, Nhà thờ mọi Dân tộc (Church of all Nations), nhà thờ thánh Maria Madalena, nhà thờ Chúa khóc, vườn Gethsemani, mộ Đức Trinh nữ Maria, nhà nguyện Chúa lên trời (Jerusalem), nhà thờ Kinh Lạy Cha, khách sạn Liên lục địa, và công viên Orson Hyde. Ở chân sườn dốc là vườn quốc gia Emek Tzurim và Temple Mount Antiquities Salvage Operation.
Năm 2010, nghĩa trang Do Thái trên núi Ôliu thường trở thành mục tiêu phá hoại của người Ả Rập, họ bôi trát phân người lên các ngôi mộ, bôi các vết hắc ín, sơn và vẽ các hình tỏ lòng thù ghét, quăng rác cùng gạch vữa vụn trên nền đất và đập vỡ bia mộ bằng búa. Các người đưa tang cũng bị hành hung, các xe đậu ở sân bên cạnh ngôi trường Ả Rập cũng bị thường xuyên ném đá. Trong một vụ va chạm, một gia đình đã bị các người Ả Rập tấn công bằng đá, các cục xi măng, bàn ghế khiến cho 2 người phải nằm bệnh viện. Trong một vụ va chạm khác trong năm 2010, chỉ trong một ngày 23 bia mộ đã bị đập tan.

## Các ngôi mộ nổi tiếng

### Các Rabbi
- Chaim ibn Attar, the Ohr Hachaim
- Levi Yitzchok Bender, lãnh đạo cộng đoàn Breslov ở Uman và Jerusalem
- Ben Ish Chai, rabbi Sephardi và posek
- Avrohom Blumenkrantz, rabbi Chính thống giáo Hoa Kỳ
- Yehoshua Leib Diskin, rabbi ở Brisk và Jerusalem
- Shlomo Elyashiv, kabbalist Litva
- Moshe Mordechai Epstein, rosh yeshivas Slabodka, Litva
- Nosson Tzvi Finkel, the Alter of Slabodka
- Abraham Gershon of Kitov, anh (em) rể của Baal Shem Tov
- Moshe Halberstam, rosh yeshivas Tschakava
- Yitzchok Hutner, rosh yeshivas Yeshiva Rabbi Chaim Berlin, Brooklyn, New York
- Judah he-Hasid, nhà lãnh đạo nhập cư thế kỷ 17
- Aryeh Kaplan, rabbi Chính thống giáo Hoa Kỳ và tác giả
- Zvi Yehuda Kook, rosh yeshivas Mercaz HaRav
- Avigdor Miller, rabbi Chính thống giáo Hoa Kỳ, tác giả và nhà diễn thuyết
- Shlomo Moussaieff, tộc trưởng gia tộc Bukharian
- Nahmanides, the Ramban
- Meir ben Judah Leib Poppers, rabbi Bohemian và kabbalist
- Obadiah ben Abraham, the Bartenura
- Eliyahu David Rabinowitz-Teomim, rosh yeshivas Mir
- Zundel Salant, rabbi và giáo viên sơ đẳng của Rabbi Yisrael Salanter
- Yechezkel Sarna, rosh yeshivas Slabodka
- Sholom Schwadron, the "Maggid of Jerusalem"
- Avraham Shapira, rosh yeshivas Mercaz HaRav
- Shalom Sharabi, the Rashash
- Yaakov Chaim Sofer, the Kaf Hachaim
- Ahron Soloveichik, rosh yeshivas Brisk, Chicago
- Pesach Stein, rosh yeshivas Telz, Cleveland, Ohio

### Hasidic Rebbes
- Simcha Bunim Alter, Rebbe Gerrer thứ 5
- Yisrael Alter, Rebbe Gerrer thứ 4
- Maiden of Ludmir, nữ rebbe Hasidic
- Moshe Biderman, rebbe Lelover
- Levi Yitzchak Horowitz, rebbe Bostoner thứ nhì
- Yosef Leifer, rebbe Pittsburger thứ nhất
- Yechiel Yehoshua Rabinowicz, rebbe Shedlitser
- Issamar Rosenbaum, rebbe Nadvorna
- Shaul Yedidya Elazar Taub, rebbe Modzitzer

### Các Rabbi trưởng
- Solomon Eliezer Alfandari, Rabbi trưởng của Damascus và Safed
- Meir Auerbach, rabbi trưởng Ashkenazi đầu tiên của Jerusalem
- Chaim Berlin, Rabbi trưởng của Moskva
- Jacob Saul Elyashar, rabbi trưởng Sephardi của Palestine
- Shlomo Goren, rabbi trưởng Ashkenazi của Israel
- Immanuel Jakobovits, Rabbi trưởng của United Hebrew Congregations of the Commonwealth, London
- Abraham Isaac Kook, Rabbi trưởng của British Mandate Palestine
- Jacob Meir, rabbi trưởng Sephardi của British Mandate Palestine
- Meyer Rosenbaum, Rabbi trưởng của Cuba
- Shmuel Salant, rabbi trưởng Ashkenazi của Jerusalem
- Yosef Chaim Sonnenfeld, Rabbi trưởng của Jerusalem
- Isser Yehuda Unterman, rabbi trưởng Ashkenazi của Israel

### Các nhân vật văn hóa
- Shmuel Yosef Agnon, nhà văn Israel
- Princess Alice of Battenberg, mẹ của hoàng tử Philip, công tước Edinburgh
- Judah Alkalai, nhà tiên phong chủ nghĩa Zionism
- Eliezer Ben-Yehuda, nhà ngữ học Israel
- Harry Fischel, doanh nhân và nhà bác ái Mỹ
- Israel Dov Frumkin, nhà báo Israel
- Uri Zvi Grinberg, thi sĩ kiêm nhà báo Israel
- Yossele Rosenblatt, hazzan và nhà sáng tác nhạc
- Else Lasker-Schüler, thi sĩ Đức-Do Thái
- Boris Schatz, người sáng lập Bezalel School ở Jerusalem
- Henrietta Szold, người sáng lập tổ chức phụ nữ Hadassah
- Ephraim Urbach, học giả Israel

### Các nhân vật chính trị
- Eliyahu Asheri, nạn nhân của khủng bố Israel
- Moshe Barazani, người đấu tranh cho sự độc lập củ Israel
- Menahem Begin, thủ tướng Israel
- Nissim Behar, nhà giáo dục Zionist
- Israel Eldad, người đấu tranh cho sự độc lập của Israel
- Meir Feinstein, người đấu tranh cho sự độc lập của Israel
- Jacob Israël de Haan, nhà báo Do Thái Hà Lan bị Haganah ám sát
- Gavriel and Rivka Holtzberg, nạn nhân của khủng bố
- Moshe Hirsch, lãnh đạo Neturei Karta
- Robert Maxwell, nghị sĩ quốc hội
- Boedil Thurgotsdatter, hoàng hậu Đan Mạch thời trung cổ
- Yitzchok Yaakov Weiss, người đứng đầu Edah HaChareidis, Jerusalem

## Hình ảnh

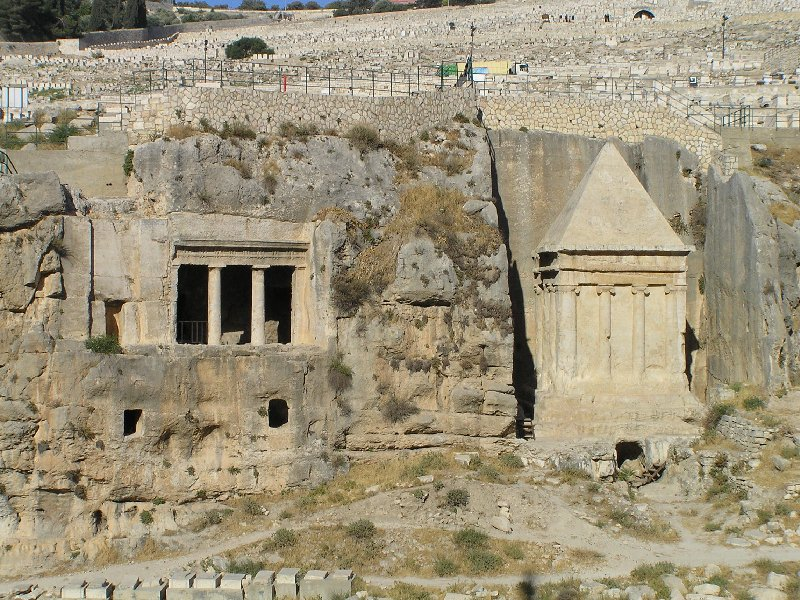
Các mộ của nhà tiên tri Zachariah và Beit Hezir
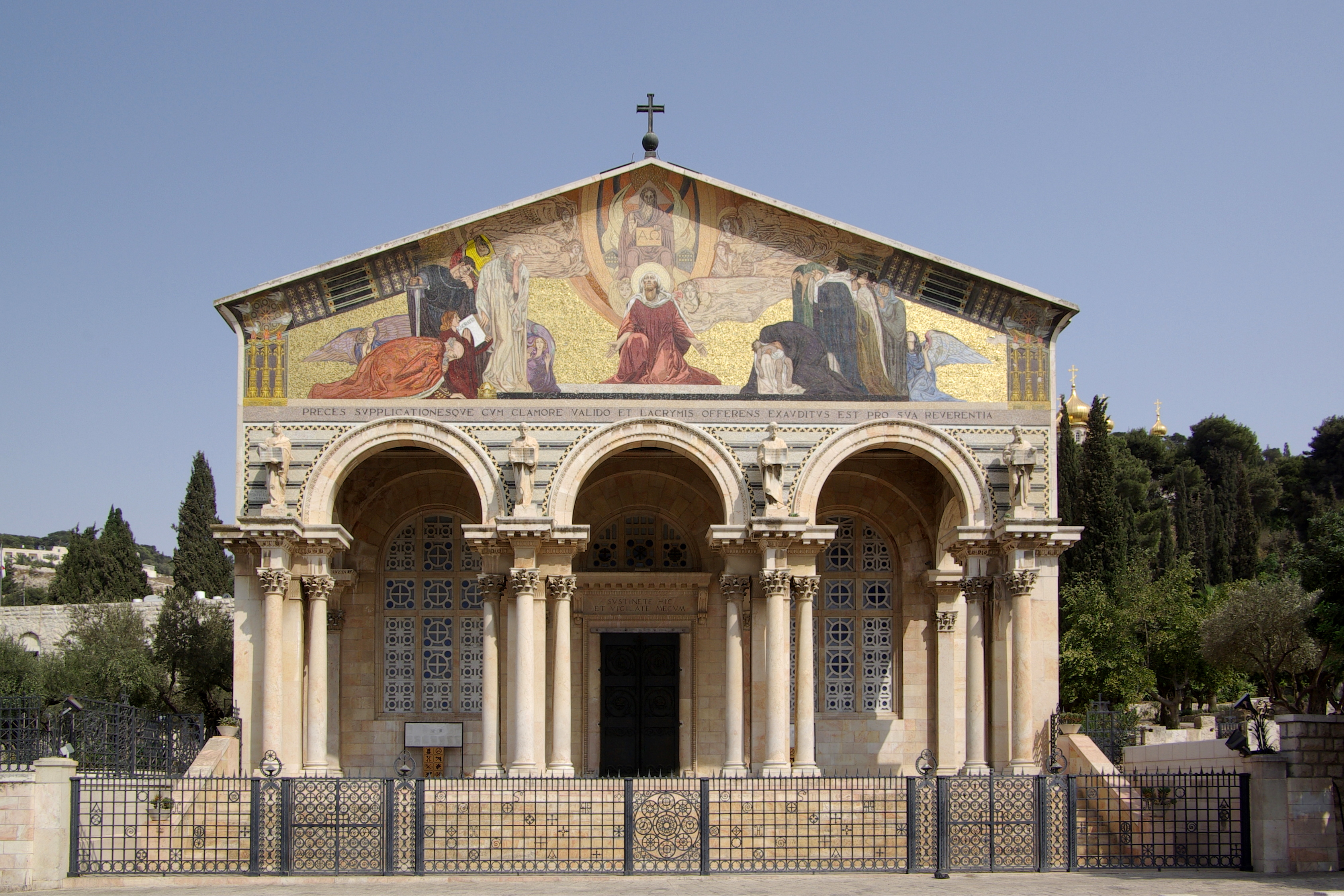
Các nhà thờ trên núi Ôliu
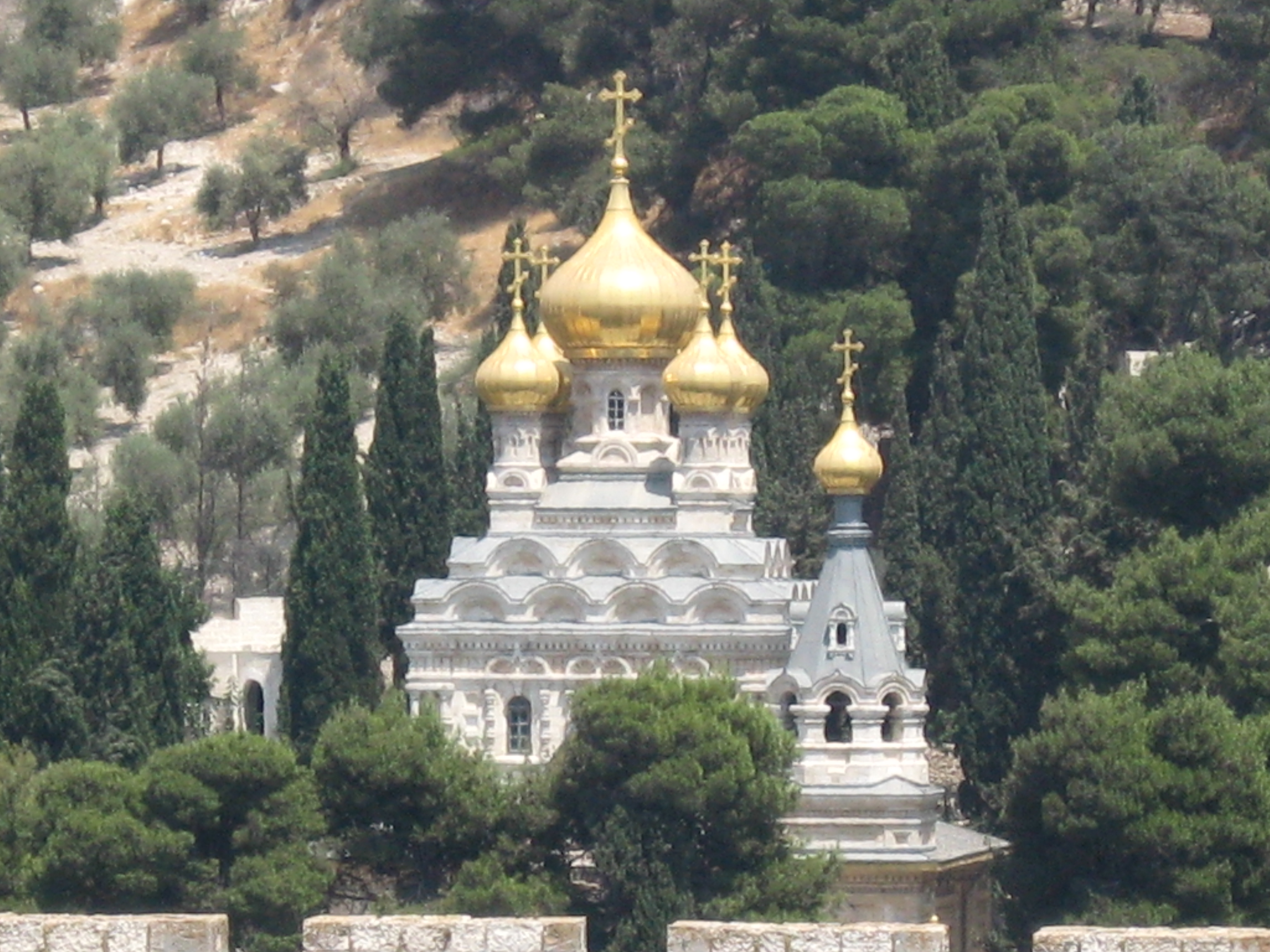
Nhà thờ Mary Magdalene
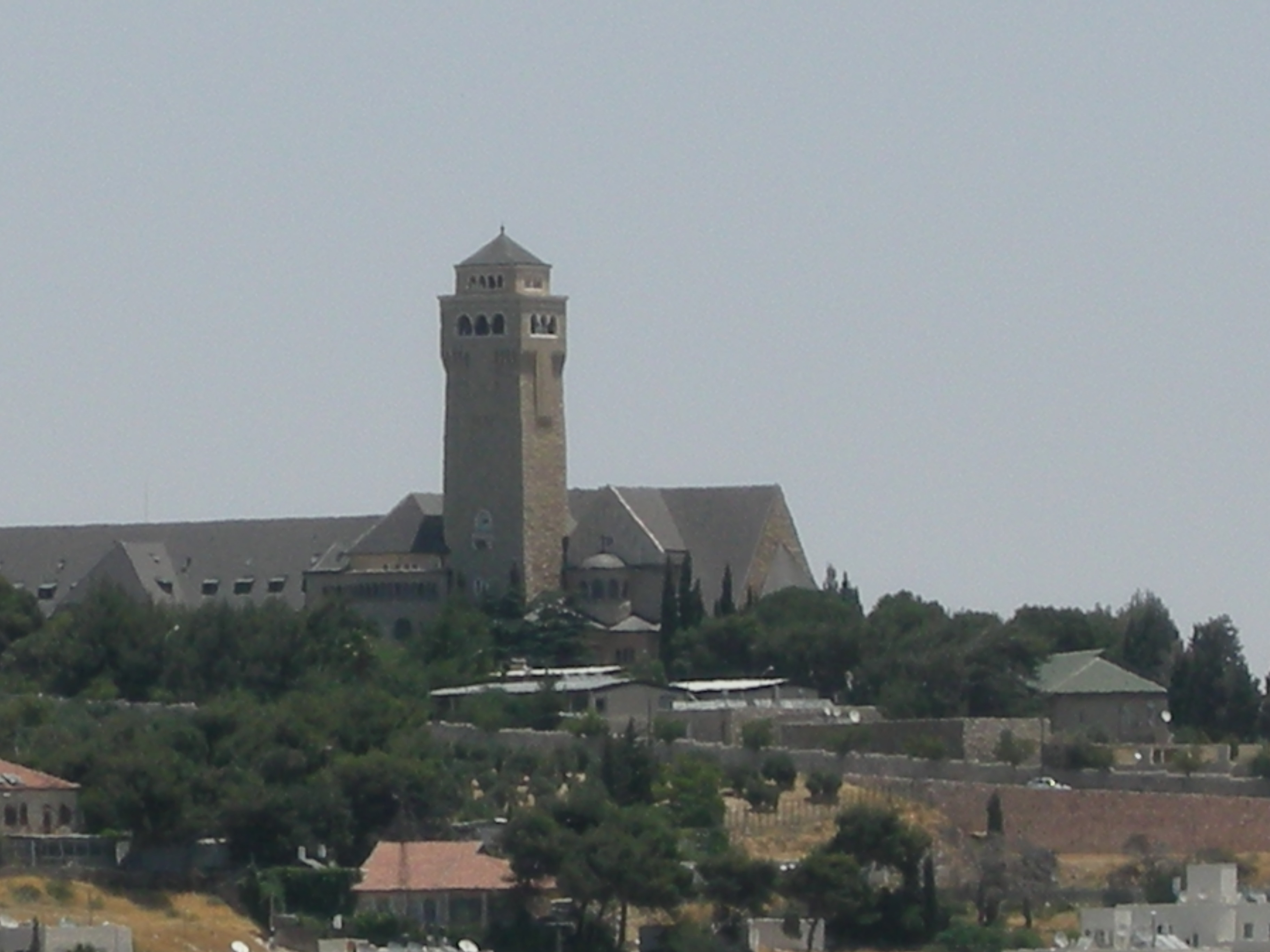
Bệnh viện Augusta Victoria Đức
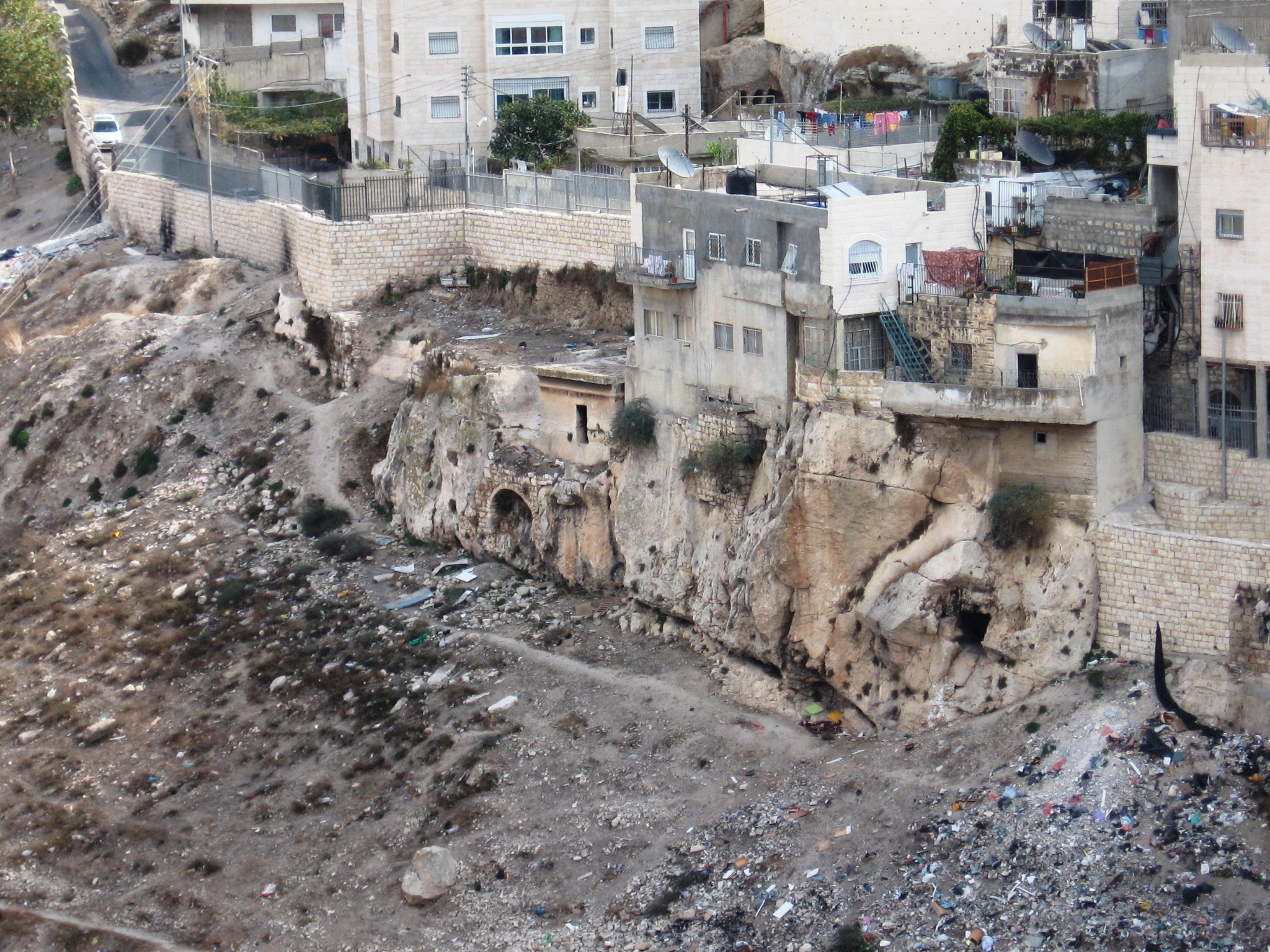
Kidron Valley nghĩa địa